# Rubus lasiotrichos
Rubus lasiotrichos är en rosväxtart som beskrevs av Wilhelm Olbers Focke. Rubus lasiotrichos ingår i släktet rubusar, och familjen rosväxter. Utöver nominatformen finns också underarten R. l. blinii.